# کریستین کوئندی
کریستین کوئندی (فرانسوی: Christiane Cohendy‎؛ زادهٔ ۱ ژانویهٔ ۱۹۵۳) هنرپیشه اهل فرانسه است.
از فیلم‌ها یا برنامه‌های تلویزیونی که وی در آنها نقش داشته‌است می‌توان به سوارکار روی بام، یک پسر بد، بخوان لبانم را و به درازای شب اشاره کرد.